# Comparution immédiate en droit français
En droit français, la comparution immédiate est une procédure qui permet de faire juger rapidement quelqu'un à la suite de la garde à vue. Elle est utilisée pour des faits « simples et établis » où une enquête poussée n'est pas nécessaire et s'applique uniquement pour des délits. Dans la pratique, elle est appelée « flagrants délits », « flags », « compa » ou « C. I. ».

## Historique
- La loi du 20 mai 1863 sur le flagrant délit marque un tournant important dans l’évolution de la procédure pénale. Au motif de supprimer la détention préventive (aujourd'hui appelée détention provisoire), ou du moins d’en réduire la durée, les personnes arrêtées en flagrant délit sont immédiatement conduites devant le procureur qui les interroge, les traduit sur-le-champ devant le tribunal correctionnel ou les place lui-même sous mandat de dépôt (actuellement c'est un juge du siège qui place en détention) en attente de leur jugement à l’audience du lendemain.

- Cette loi sera formellement abrogée à la suite de la promulgation du code de procédure pénale en 1958, qui remplace le vieux code d'instruction criminelle. Néanmoins la procédure de flagrant délit est alors reprise dans les articles 393 à 397 du nouveau code. Le fond du droit ne change pas : la procédure est rapide.

- La loi du 2 février 1981 dite « Loi sécurité et liberté » réforme la procédure en instituant une procédure de saisine directe de la juridiction (articles 48 à 52 de la loi) : le code de procédure pénale ordonne la présence obligatoire de l'avocat (ce qui n'était pas le cas auparavant) et allonge le délai laissé au prévenu pour préparer sa défense (auparavant, délai de 3 jours au maximum).

- La loi du 10 juin 1983 crée la procédure moderne de comparution immédiate, telle qu'on la connaît actuellement dans ses grandes lignes.

## Droit actuel
Prévue par les articles 393 à 397-7 du code de procédure pénale, la comparution immédiate nécessite la réunion de ces trois conditions :
- les charges réunies doivent paraître au parquet suffisantes pour que le prévenu soit déféré au tribunal ;
- la peine d'emprisonnement encourue doit être au moins égale à deux ans et, en cas de délit flagrant, supérieure à six mois ;
- il faut enfin qu'il ne s'agisse pas d'un mineur, ni d'un délit de presse, ni d'un délit politique, ni d'une infraction dont la procédure de poursuite est prévue par une loi spéciale.

Quand ces trois conditions sont réunies, le prévenu comparaît sur-le-champ devant le tribunal correctionnel ou au maximum après trois jours de détention lorsque le tribunal ne peut pas se réunir le jour même, sinon il sera remis en liberté d'office. Toutefois, l'avocat ou le prévenu peut demander un supplément d'information et donc un délai supplémentaire s'il estime que l'affaire n'est pas en état d'être jugée. Le tribunal peut également ordonner d'office un supplément d'information. Par ailleurs, s'il estime que le dossier est trop complexe pour être jugé selon la procédure de comparution immédiate, le tribunal peut renvoyer le dossier au parquet. Dans ce cas, le Procureur de la République est conduit à saisir un juge d'instruction, qui lui-même pourra saisir le juge des libertés et de la détention aux fins de placement en détention provisoire (article 397-2 du code de procédure pénale).
Surtout, le prévenu ne peut être jugé le jour même que s'il y consent. Ce consentement ne peut être recueilli qu'en présence de son avocat. En l'absence de consentement, le renvoi à une date ultérieure est accordé de droit (article 397 du code de procédure pénale). Dans ce cas, un débat a lieu le cas échéant en vue de placer le prévenu en détention provisoire, sous contrôle judiciaire ou en liberté dans l'attente de l'audience de renvoi.
Lorsqu'une peine de prison ferme est prononcée, elle peut être assortie d'un mandat de dépôt (envoi immédiat en détention sans aménagement de peine) quelle que soit sa durée, ce qui n'est autrement possible qu'en cas de récidive, ou lors d'une première condamnation lorsque la peine prononcée est au moins égale à un an. 
Une affaire en comparution immédiate ne peut être jugée qu'en formation collégiale de trois magistrats (président et assesseurs), même pour les délits pour lesquelles la loi permet habituellement l'emploi d'un juge unique. 
Depuis la loi du 5 mars 2007, les mineurs de plus de treize ans peuvent faire l'objet d'une procédure spécifique de présentation immédiate devant le juge des enfants. Seuls peuvent être poursuivis selon ce mode les jeunes déjà connus de la juridiction pour mineurs. Ils sont alors jugés par le tribunal pour enfants dans un délai de 10 jours à un mois, sauf renonciation expresse du mineur en accord avec son avocat et ses parents.
Une étude faite par le Conseil lyonnais pour le respect des droits, composé d'élus et d'une quarantaine d'associations, qui a délégué ses observateurs aux audiences de comparution immédiate du tribunal de Lyon, a calculé que la durée moyenne était de 31 minutes par affaire. La peine moyenne prononcée, quand il s'agit d'emprisonnement ferme, est de 6 mois. Les catégories socio-professionnelles : 30,6 % sont salariés, 68,7 % avec des ressources faibles, voire sans ressources du tout. Le résultat porte sur 565 affaires jugées en 2008,.
Les juridictions d'importance disposent généralement d'une chambre réservée aux affaires en comparution immédiate. Les conditions dans lesquelles les prévenus sont jugés y ont été dénoncées à diverses reprises. Elles sont causées par la surcharge de ces audiences, où sont régulièrement programmées jusqu'à une trentaine d'affaires, provoquant des fins d'audience très tardives (souvent après minuit). 
Dans les plus petites juridictions, les comparutions immédiates sont jugées avec les affaires classiques. Certains d'entre eux disposent toutefois d'une audience dédiée par semaine.

## Critiques pour excès d'incarcérations
Les comparutions immédiates sont critiquées par certains observateurs car ces procédures sont huit fois plus pourvoyeuses de prison que les audiences classiques. Il faut toutefois souligner que ces chiffres souffrent d'un biais puisque, de toute manière, ne sont poursuivis en comparution immédiate que les délits les plus graves et/ou les mieux établis, c'est-à-dire ceux qui peuvent le plus souvent donner lieu à un emprisonnement. 